# Xã Lincoln, Quận Newton, Arkansas
Xã Lincoln (tiếng Anh: Lincoln Township) là một xã thuộc quận Newton, tiểu bang Arkansas, Hoa Kỳ. Năm 2010, dân số của xã này là 248 người.